# Mohammad Anwar Akbari
Mohammad Anwar Akbari (* 2. Juni 1992) ist ein afghanischer Fußballspieler, der bei Shaheen Asmayee spielt.

## Karriere
Akbari startete seine Karriere beim Ordu Kabul FC. Von 2013 bis 2015 spielt er beim afghanischen Erstligisten Oqaban Hindukush. In der Saison 2014 wurde er zum Spieler der Saison gewählt. Dann folgte eine Spielzeit für Tofan Harirod und seit 2017 steht er bei Shaheen Asmayee unter Vertrag.
Von 2015 bis 2016 absolvierte er fünf Spiele für die Afghanische Nationalmannschaft. Davor bestritt Akbari vier Spiele für die U-23 seines Landes.

## Erfolge
Verein
- Afghanischer Meister: 2017

Persönliche Auszeichnungen
- Spieler der Saison: 2014